# Zadelsdorf
Zadelsdorf é uma vila e antigo município da Alemanha localizado no distrito de Greiz, estado da Turíngia.  Pertencia ao Verwaltungsgemeinschaft de Auma-Weidatal. Desde 1 de dezembro de 2011, faz parte do município de Zeulenroda-Triebes.